# سان پاتریسیو (نیومکزیکو)
سان پاتریسیو (به انگلیسی: San Patricio) یک منطقهٔ مسکونی در ایالات متحده آمریکا است که در شهرستان لینکلن، نیومکزیکو واقع شده‌است.